# Раскин, Константин Леонидович
Константин Леонидович Раскин (21 января 1925, Мариуполь — 5 мая 1982, Горький) — советский инженер-металлург, организатор автомобильной промышленности СССР, начальник конструкторского проектного бюро Горьковского автомобильного завода. Лауреат Ленинской премии (1966).

## Биография
Родился 21 января 1925 года в городе Мариуполе в семье инженера-металлурга Леонида Михайловича Раскина (1898—1961). До войны вместе с семьёй проживал в городе Днепропетровске.
- 1941 год — 1943 год — эвакуирован в город Свердловск. Работает аппаратчиком на кислородной станции.
- 1948 год — окончил Московский институт стали и сплавов.
- 1948 год — 1952 год — мастер на Горьковском металлургическом заводе.
- С 1952 года — технолог, затем начальник конструкторского проектного бюро Горьковского автомобильного завода. По совместительству преподаёт в Горьковском политехническом институте.
- 1959 год — руководитель проекта на Горьковском автомобильном заводе.
- 1966 год — лауреат Ленинской премии (наряду с А. В. Бутузовым, В. Д . Вербицким, Н. А. Ковалёвым, Н. А. Матвеевым, Н. М. Ефимовым, Б. А. Пепелиным, И. Б. Соколом, В. И. Зильбербергом) за участие в создании и внедрении типового автоматического производства деталей машин методом литья по выплавляемым моделям[1][2].
- 1972 год — присвоено звание доцента.

Умер 5 мая 1982 года в городе Горьком. Похоронен на кладбище «Красная Этна» в городе Нижнем Новгороде.

## Награды
- Ленинская премия (1966)
- Золотая медаль ВДНХ